# Сати (Кегенський район)
Сати́ (каз. Саты) — село у складі Кегенського району Алматинської області Казахстану. Адміністративний центр Сатинського сільського округу.
Населення — 1002 особи (2021; 1369 у 2009, 1380 у 1999, 1716 у 1989).